# Dark lady

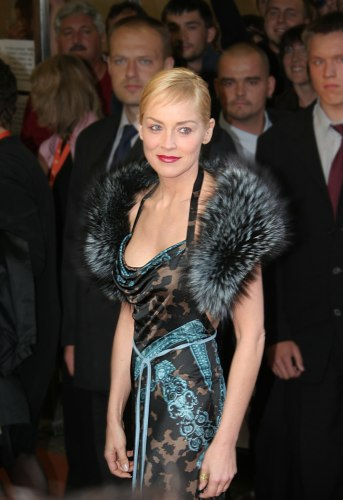
Sharon Stone è un'attrice spesso associata a ruoli di dark lady, come in Basic Instinct

La dark lady (letteralmente: "dama tenebrosa"), anche nota come femme fatale o, talvolta, vamp, è un personaggio tipo delle opere di narrativa e del cinema, in particolare del romanzo hard boiled e del film noir, di cui è forse il carattere più intrigante. Rappresenta la donna seduttrice, manipolatrice e sempre pericolosa, anche se non necessariamente malvagia. È spregiudicata e sensuale, infedele e dannatrice.

## Shakespeare
L'espressione dark lady compare nei sonetti 127-154 di William Shakespeare, in cui il poeta spazia su diversi temi, come l'amicizia o la letteratura, dando inoltre origine a varie ipotesi sulla vera identità di questa donna. Altre protagoniste femminili delle tragedie di Shakespeare come Cleopatra e Lady Macbeth sono state caratterizzate dalla critica come esempi di "donne oscure".

## Nella letteratura americana e nel cinema
Nel romanzo hard boiled e del film noir, fioriti tra i tardi anni Venti e i tardi anni Cinquanta, la dark lady si presenta come una donna misteriosa, bellissima e spesso sposata o comunque inaccessibile, che attira con il proprio fascino perverso l'eroe (rappresentato in genere da un detective privato) in qualche vicenda intricata e pericolosa, se non in una vera e propria trappola.
Essendo il noir un genere a forte prevalenza maschile, la dark lady non ha avuto quasi mai il ruolo di protagonista. La caratteristica saliente della dark lady è di contrapporsi al modello femminile tipico della commedia anni Trenta e del melodramma anni Cinquanta. "La donna della commedia brillante anni Trenta è ricca, sicura di sé, volitiva e disinvoltamente femminile, oppure è ricca, superficiale e ingenua.". La donna del melodramma, invece, è un personaggio che deve sacrificare sogni e innocenza per far fronte alla durezza di una realtà opprimente e ingenerosa.
Dalla metà degli anni ottanta, si è avuta una graduale ripresa del personaggio della dark lady nella cinematografia.
Nei mass media americani, la dark lady è spesso ritratta come di origine latinoamericana.